# Kaavere (Viljandi)
Kaavere – wieś w Estonii, w prowincji Viljandi, w gminie Viljandi.
W latach 1991–2017 (do czasu reformy administracyjnej estońskich gmin) wieś znajdowała się w gminie Kolga-Jaani.
Archaiczne nazwy wsi to: Kawier (1583), Kawer (1797).